# Trofeo Baracchi 1977
Il Trofeo Baracchi 1977,  ventiseiesima edizione della corsa, si svolse il 16 ottobre 1973, da Bergamo a Bergamo, su un percorso di 108,9 km. Fu organizzata per la prima volta dalla Gazzetta dello Sport; il patron della corsa rimase comunque Giacomo Baracchi.  
La vittoria fu conquistata dalla coppia Bernt Johansson e Carmelo Barone, che completarono il percorso in 2h07'52", precedendo Joop Zoetemelk e Freddy Maertens, che si aggiudicarono il secondo posto, e Serge Parsani e Osvaldo Bettoni, che salirono sul terzo gradino del podio.
I corridori che presero il via in questa edizione della corsa erano 10, suddivisi in 5 coppie. 

## Ordine d'arrivo (Top 10)
| Pos. | Corridore                      | Tempo    |
| ---- | ------------------------------ | -------- |
| 1    | Bernt Johansson Carmelo Barone | 2h15'33" |
| 2    | Joop Zoetemelk Freddy Maertens | a 2'30"  |
| 3    | Serge Parsani Osvaldo Bettoni  | a 2'39"  |